# Suben
Suben är en ort och kommun i Österrike. Den ligger i distriktet Schärding i förbundslandet Oberösterreich, 220 kilometer väster om huvudstaden Wien. Kommunen gränsar i väster mot floden Inn som här utgör gräns mot Bayern i Tyskland.
Kommunen består av fem orter (Ortschaften) (inom parentes invånarantal 1 januari 2024):
- Dorf (40)
- Etzelshofen (483)
- Roßbach (271)
- Schnelldorf (178)
- Suben (741)